# دارکوب پشت‌سبز

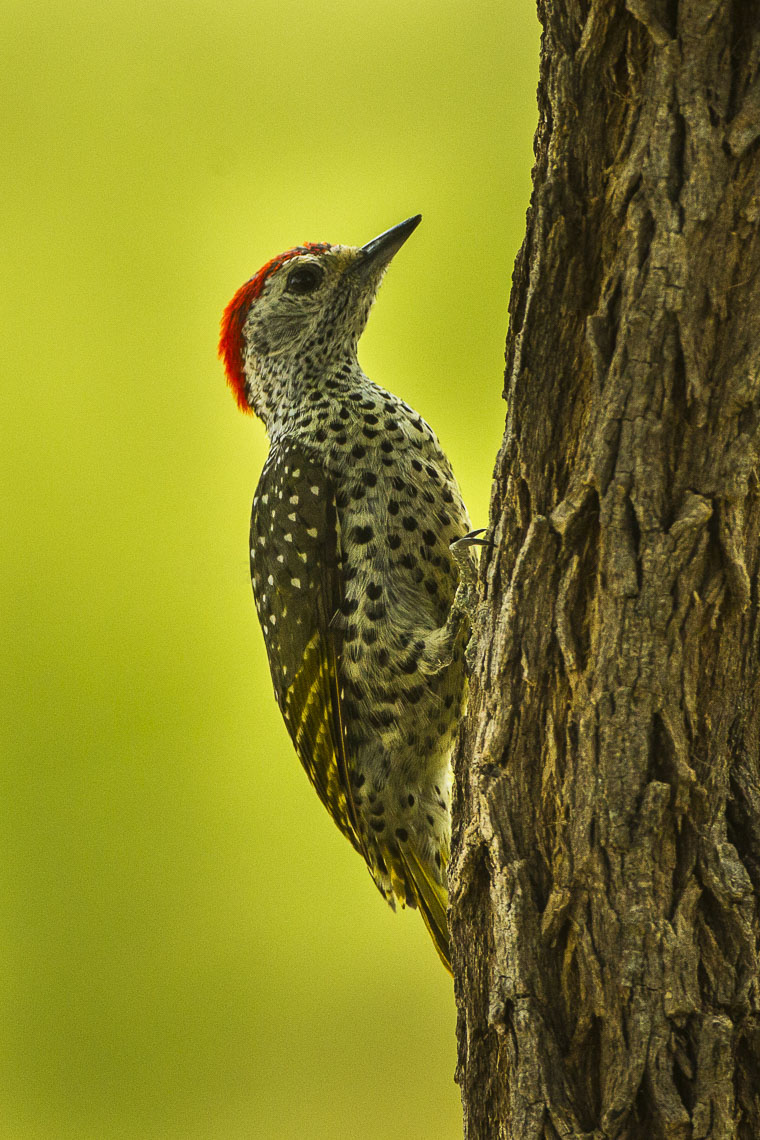
دارکوب پشت سبز

دارکوب پشت سبز (نام علمی: Campethera cailliautii) گونه‌ای دارکوب آفریقایی است که در آنگولا، اتیوپی، اوگاندا، بروندی، تانزانیا، توگو، جمهوری آفریقای مرکزی، جمهوری کنگو، جمهوری دموکراتیک کنگو، رواندا، زامبیا، زیمبابوه، سودان، سومالی، غنا، کامرون، کنیا، گابن، گینه استوایی، مالاوی، موزامبیک و نیجریه یافت می‌شود.